# Calathea variegata
Calathea variegata là một loài thực vật có hoa trong họ Marantaceae. Loài này được (K.Koch) Linden ex Körn. mô tả khoa học đầu tiên năm 1858.